# Ali Akbar Shiroudi
 (février 2021).
Le contenu est difficilement compréhensible vu les erreurs de traduction, qui sont peut-être dues à l'utilisation d'un logiciel de traduction automatique.
Ali Akbar Shiroudi (en persan : علی اکبر شیرودی) né le 11 janvier 1956 dans le village de Bala Shiroud de la commune Tonekabon. C'était un militaire iranien qui fut capitaine pilotes des hélicoptères Bell AH-1 Cobra et Bell 212  de l'armée de la république islamique d'Iran. Il est mort le 28 avril 1981 à Dasht Zahabest au cours de la guerre Iran-Irak.

## Biographie
Ali Akbar Shiroudi est né le 11 janvier 1956 dans le village de Balashirud, ville de Shirud, dans la province de Mazandaran. Après avoir terminé l'école primaire, il poursuit ses études dans un lycée de Téhéran jusqu'à l'obtention de son diplôme.
Shiroudi entre ensuite dans le cours de formation introductif de pilote d'hélicoptère en 1972. Il est ainsi transféré à la base aérienne d'Ispahan pour terminer sa formation. Il a été recruté comme pilote d'hélicoptère d'attaque Cobra dans l'armée iranienne et y rencontré Ahmad Keshvari. À l'âge de 24 ans, il est promu commandant des pilotes de l'armée de l'air.  
Shiroudi a joué un rôle décisif dans la capture de Paveh (Kurdistan), lors de la bataille du même nom . 

## Guerre Iran-Irak et décès
Prenant part à plusieurs opérations lors de la guerre Iran-Irak, la dernière apparition de Shiroudi intervient lors de l'opération de Bazi-Daraz à Dasht-e Zahab, dans le sud-ouest de l'Iran, au cours de laquelle il trouve la mort.
Son copilote Ahmad Arash, qui a participé à l'opération avec Shiroudi, décrit comment il a été tué: "Après que nous ayons tiré contre le quatrième char d'ennemi, notre hélicoptère a soudain été atteint par un char irakien. La terre et le ciel tournaient autour de nous. Pendant ce temps, Shiroudi, blessé, a pointé sa mitrailleuse sur le char. Je me suis évanoui et en me réveillant, j'ai vu qu'il était tombé de l'hélicoptère; Nous étions tombés entre les chars locaux et ennemis. Je l'ai appelé "Akbar Akbar!" mais il n'a pas répondu. La balle l'a touché à l'arrière de l'épaule et est sortie par l'avant de sa poitrine. Je suis parti avec le corps blessé, et, quelques instants plus tard, un hélicoptère est venu à notre secours et m'a emmené à l'hôpital de la caserne.
Le corps de Shiroodi a été enterré dans l'enceinte de l'Imamzadeh Hossein à Shiroud, Tonekabon. 
Il était père de trois enfants. Seul son fils aîné Anahita lui survécut, les deux suivants, Adeleh et Abuzar étant morts en bas âge.
Un monument a été érigé à Tonekabon en 2010 pour lui rendre hommage.

## Culture populaire
- Lion-heart of Shiroud[3];

- Série télévisé de Simorgh[4]

- Complexe sportif Shiroodi à Téhéran[5]

## Citations de lui
- Envoi d'une lettre au commandant de l'armée, concernant le retour du grade de capitaine le 30 octobre 1980 : "Je suis pilote de la base aérienne de Kermânchâh et, jusqu'à présent, j'ai participé à toutes les opérations pour relancer l'islam et préserver le pays islamique. Je vous demande donc de reprendre le degré d'encouragement que vous m'avez donné et de me ramener au grade de troisième lieutenant."
- Rébellion contre l'ordre de vider le dépôt de munitions dans la bataille de Paveh: "Nous resterons et avec les mêmes 2 hélicoptères que nous avons, nous abattrons les munitions ennemies et accepterons la responsabilité de la rébellion."

## Citations sur lui
- Après son martyre le 28 mai 1981, Ali Khamenei a souligné que Shiroudi était le premier militaire à le suivre lequel il a eu prié et l'a décrit comme un érudit, croyant et combattant dans la voie de Dieu.
- Hachemi Rafsandjani a dit sur lui: "J'ai vu Malik Achtar sur le visage de Shiroudi."
- Le ministre de la Défense de l'époque, Mustafa Chamran, l'appelait "L'étoile brillante des guerres kurdes."
- Vali-Allah Fallahi, le chef de l'état-major inter-armées de l'armée de la République islamique d'Iran à l'époque, dit sur lui: "Il était le sauveur de l'Occident et le conquérant des cols et des hauteurs de l'Aria, Deraz Bazi, Memak, Dasht-e Zahab et la garnison d'Abu Dharr. Il a rendu possible l'impossible."